# Amtsgericht Neckargemünd
Das Amtsgericht Neckargemünd war von 1857 bis 1872 in großherzoglich-badisches Amtsgericht mit Sitz in Neckargemünd. Übergeordnetes Gericht war zunächst das Hofgericht Mannheim und ab 1864 das Kreisgericht Heidelberg.
Das Bezirksamt Neckargemünd hatte seit seiner Gründung sowohl die Funktion einer Verwaltungsbehörde als auch die eines Gerichtes erster Instanz. Im Jahre 1857 wurden Verwaltung und Rechtspflege unterer Instanz voneinander getrennt. Die Bezirksämter wurden reine Verwaltungseinheiten, die Rechtsprechung wurde von Amtsgerichten übernommen. Während das Neckargemünder Bezirksamt aufgelöst und gegen den Protest aus der Bevölkerung Ebersbach zugeschlagen wurde, erhielt Neckargemünd ein Amtsgericht, das im Rathaus untergebracht war. Direktor des Neckargemünder Amtsgerichts war von 1857 bis 1872 Carl Thilo. Das Neckargemünder Gericht war zunächst eines von 19 Amtsgerichten des badischen Unterrheinkreises. Es war in der großherzoglichen Zeit besetzt mit einem Amtsrichter, einem Registrator, einem Aktuaren, zwei Dekopisten, einem Gefangenenwärter und zwei Gerichtsvollziehern. Als Amtsgefängnis wurde der städtische Kerker am oberen Stadttor genutzt. Der Gerichtssprengel umfasste die 15 Gemeinden Neckargemünd, Bammental, Dilsberg, Gaiberg, Gauangelloch, Lobenfeld, Mauer, Meckesheim, Mönchzell, Mückenloch, Ochsenbach, Spechbach, Waldhilsbach, Waldwimmersbach und Wiesenbach.
Das so entstandene Amtsgericht Neckargemünd wurde 1872 wieder aufgehoben. Der Gerichtssprengel wurde dem des Amtsgerichtes Heidelberg zugeordnet. Der Neckargemündener Oberamtsrichter Ludwig von Braun wurde an das Amtsgericht Tauberbischofsheim versetzt. Auch das Notariat wurde 1972 nach Heidelberg verlegt.